# 博加迪
博加迪（Bhogadi），是印度卡纳塔克邦Mysore县的一个城镇。总人口4813（2001年）。

## 人口
该地2001年总人口4813人，其中男性2529人，女性2284人；0—6岁人口545人，其中男268人，女277人；识字率64.10%，其中男性为70.11%，女性为57.44%。